# Foxhome (Minnesota)
Foxhome es una ciudad ubicada en el condado de Wilkin en el estado estadounidense de Minnesota. En el Censo de 2010 tenía una población de 116 habitantes y una densidad poblacional de 119,75 personas por km².

## Geografía
Foxhome se encuentra ubicada en las coordenadas 46°16′37″N 96°18′44″O / 46.27694, -96.31222. Según la Oficina del Censo de los Estados Unidos, Foxhome tiene una superficie total de 0.97 km², de la cual 0.97 km² corresponden a tierra firme y (0%) 0 km² es agua.

## Demografía
Según el censo de 2010, había 116 personas residiendo en Foxhome. La densidad de población era de 119,75 hab./km². De los 116 habitantes, Foxhome estaba compuesto por el 97.41% blancos, el 0% eran afroamericanos, el 0.86% eran amerindios, el 0% eran asiáticos, el 0% eran isleños del Pacífico, el 0% eran de otras razas y el 1.72% pertenecían a dos o más razas. Del total de la población el 0% eran hispanos o latinos de cualquier raza.

### Evolución demográfica
| 1910 | 1920 | 1930 | 1940 | 1950 | 1960 | 1970 | 1980 | 1990 | 2000 | 2010 | est. 2015 |
| ---- | ---- | ---- | ---- | ---- | ---- | ---- | ---- | ---- | ---- | ---- | --------- |
| 206  | 266  | 228  | 240  | 217  | 181  | 185  | 161  | 160  | 143  | 116  | 113       |

## Localidades adyacentes
El diagrama siguiente presenta las localidades en un  radio de 24 km alrededor de Foxhome.